# Tipu Dayak
Der Tipu Dayak ist ein Speer aus Indonesien.

## Beschreibung
Der Tipu Dayak hat zwei Spitzen. Die eine läuft vom Schaft aus gerade, die andere biegt kurz nach dem Schaft ab und läuft dann u-förmig  parallel zur anderen Spitze. Beide Klingen sind spitz und mit einem Widerhaken versehen. Eine Legende besagt, die Dayak würden mit solcher Wucht zustoßen, dass sich der Gegner am Speerschaft hochziehen kann, um den Träger des Speeres zu töten. Die zweite, gebogene Spitze des Tipu Dayak (indon. „Die Dayak täuschen“) soll diesen Fall verhindern, da die zweite Spitze das Aufschieben auf den Schaft verhindert. Der Tipu Dayak wird von Ethnien in Indonesien benutzt. Der einfachste Speer dieser Region ist der Semai-Bambusspeer.